# Leptanilla
Leptanilla es un género de hormigas de la subfamilia Leptanillinae. Como en los demás géneros de esta subfamilia, las reinas se alimentan con la hemolinfa que segregan las larvas mediante glándulas especializadas.

## Biología
Algunas especies forman colonias que consisten en varios cientos de obreras bajo tierra. Se alimentan de pequeños artrópodos, como los ciempiés; son raras y poco vistas dado que viven bajo tierra y salen muy poco a la superficie. En algunas especies la reina está desprovista de alas, y las nuevas colonias se forman a partir de colonias establecidas. Otras tienen un estilo de vida nómada que recuerda al de la hormiga guerrera.

## Descripción
Las obreras de Leptanilla se reconocen por su pequeño tamaño, color amarillo pálido, carencia de ojos, pequeño tamaño, antenas con 12 segmentos y peciolo con dos segmentos.

## Distribución
Varias especies se pueden encontrar en el norte de África, L. doderoi y L. revelierei en Córcega y Cerdeña, L. havilandi y L. butteli en la Península de Malaca y L. santschii en Java. L. swani es la única especie australiana que ha sido descrita. En España fue encontrado un ejemplar en Cataluña.

## Especies
- Leptanilla africana Baroni Urbani, 1977
- Leptanilla alexandri Dlussky, 1969
- Leptanilla astylina Petersen, 1968
- Leptanilla australis Baroni Urbani, 1977
- Leptanilla besucheti Baroni Urbani, 1977
- Leptanilla bifurcata Kugler, 1987
- Leptanilla boltoni Baroni Urbani, 1977
- Leptanilla buddhista Baroni Urbani, 1977
- Leptanilla butteli Forel, 1913 — Península de Malaca
- Leptanilla charonea López, Martínez & Barandica, 1994
- Leptanilla doderoi Emery, 1915 — Córcega, Cerdeña
- Leptanilla escheri (Kutter, 1948)
- Leptanilla exigua Santschi, 1908 — Norte de África
- Leptanilla havilandi Forel, 1901 — Península de Malaca
- Leptanilla islamica Baroni Urbani, 1977
- Leptanilla israelis Kugler, 1987
- Leptanilla japonica Baroni Urbani, 1977
- Leptanilla judaica Kugler, 1987
- Leptanilla kubotai Baroni Urbani, 1977
- Leptanilla minuscula Santschi, 1907 — Norte de África
- Leptanilla morimotoi Yasumatsu, 1960
- Leptanilla nana Santschi, 1915 — Norte de África
- Leptanilla oceanica Baroni Urbani, 1977
- Leptanilla ortunoi Lopez, Martinez & Barandica, 1994
- Leptanilla palauensis (Smith, 1953)
- Leptanilla plutonia Lopez, Martinez & Barandica, 1994
- Leptanilla revelierii Emery, 1870 — Córcega, Cerdeña, Marruecos, España
- Leptanilla santschii G.C. Wheeler & E.W. Wheeler, 1930 — Java
- Leptanilla swani Wheeler, 1932 — Australia Occidental
- Leptanilla tanakai Baroni Urbani, 1977
- Leptanilla tanit Santschi, 1907
- Leptanilla tenuis Santschi, 1907 — Norte de África
- Leptanilla thai Baroni Urbani, 1977
- Leptanilla theryi Forel, 1903 — Norte de África
- Leptanilla vaucheri Emery, 1899 — Norte de África
- Leptanilla zaballosi Lopez, Martinez & Barandica, 1994